# Hesperocharis graphites avivolans
Hesperocharis graphites subsp. avivolans es una mariposa conocida como mariposa garabato; pertenece a la familia Pieridae.

## Descripción
En las alas anteriores el margen costal  es convexo, ápice casi puntiagudo, margen  externo es curvo y margen anal o interno ligeramente curvo. Por la vena R1 en el margen costal presenta una mancha oscura; cerca de la vena R2 por el margen costal, otra mancha oscura. El ápice es oscuro y continúa una banda oscura por la región submarginal que termina por la vena Cu2. En la región subapical presenta 3 manchas en forma de bumerán, y otra en la región submarginal entre las venas Cu1 y Cu2. En las alas el color de fondo es blanco amarillento en su vista dorsal. En las alas posteriores el margen costal es convexo, el externo es ondulado  y margen interno o anal es casi recto. El fondo es igual blanco amarillento con varias líneas negras en la región submarginal a la altura de cada vena. La cabeza es de color negro,  ataras de los ojos con manchas blancas, el tórax y abdomen es de color negro con  algunos pelos blancos. Las antenas son negras en su dorso. Ventralmente en las alas anteriores se repite el patrón de figuras  y el color de fondo es amarillo a un color beige muy tenue a amarillo (frecuentemente amarillo).  Las alas posteriores en su vista ventral son del mismo color y en la región postdiscal una serie de figuras curvas que van desde el margen costal al anal o interno. Dentro del área de la célula discal varios puntos negros.  En la región discal también presenta en las uniones de las venas bordes negros. La cabeza, tórax y abdomen esta cubiertos con pelos blancos. Las antenas son blancas en su vista ventral.

## Distribución
Se encuentra en el este, oeste y sur (hasta Oaxaca) de México. En los estados de Jalisco, Colima, Michoacán, Guerrero, Morelos, Oaxaca, Chiapas,  Veracruz, Hidalgo, Puebla,  San Luis Potosí, Querétaro, México y Distrito Federal.

## Estado de conservación
No está enlistada en la NOM-059, ni tampoco evaluada por la UICN. 